# Attentat du 3 mai 2012 à Makhatchkala
 (mars 2024).
L'attentat du 3 mai 2012 à Makhatchkala survient le 3 mai 2012 après que deux kamikazes font exploser des voitures remplies d'explosifs près d'un poste de contrôle de la police de la circulation à Makhatchkala, ville et capitale de la république du Daghestan, en Russie, tuant jusqu'à 40 personnes. Plus de 130 autres personnes sont blessées dans les explosions, dont au moins 67 grièvement,.

## Bilan
Les autorités de l'époque évaluent le bilan à 13 morts, mais en décembre 2016, le service fédéral de sécurité évalue le bilan à 40 morts et plus de 100 blessés. La déclaration est publiée en relation avec la mort de Rustam Asildarov, qui serait impliqué dans l'attaque de Makhatchkala.